# Wereldkampioenschappen synchroonzwemmen 2013 – Duet vrije routine
De vrije routine voor duetten tijdens de wereldkampioenschappen synchroonzwemmen 2013 vond plaats op 23 en 25 juli 2013 in het Palau Sant Jordi in Barcelona.

## Uitslag
Groen geeft de finalisten weer.
| Rang   | Naam                                        | Land                | Voorronde | Voorronde | Finale | Finale |
| Rang   | Naam                                        | Land                | Punten    | Rang      | Punten | Rang   |
| ------ | ------------------------------------------- | ------------------- | --------- | --------- | ------ | ------ |
| Goud   | Svetlana Kolesnitsjenko Svetlana Romasjina  | Rusland             | 97.230    | 1         | 97.680 | 1      |
| Zilver | Jiang Tingting Jiang Wenwen                 | China               | 95.080    | 2         | 95.350 | 2      |
| Brons  | Ona Carbonell Margalida Crespí              | Spanje              | 94.270    | 3         | 94.990 | 3      |
| 4      | Lolita Ananasova Anna Volosjyna             | Oekraïne            | 92.530    | 4         | 92.620 | 4      |
| 5      | Yumi Adachi Yukiko Inui                     | Japan               | 91.470    | 5         | 91.620 | 5      |
| 6      | Linda Cerruti Costanza Ferro                | Italië              | 89.630    | 6         | 89.170 | 6      |
| 7      | Evangelia Platanioti Despoina Solomou       | Griekenland         | 88.010    | 8         | 87.980 | 7      |
| 8      | Emilia Kopcik Stephanie Leclair             | Canada              | 88.620    | 7         | 87.370 | 8      |
| 9      | Olivia Allison Jenna Randall                | Verenigd Koninkrijk | 87.680    | 9         | 87.180 | 9      |
| 10     | Laura Auge Margaux Chretien                 | Frankrijk           | 87.280    | 10        | 86.620 | 10     |
| 11     | Kim Jong-hui Ri Ji-hyang                    | Noord-Korea         | 85.840    | 11        | 85.780 | 11     |
| 12     | Pamela Fischer Anja Nyffeler                | Zwitserland         | 83.370    | 12        | 83.030 | 12     |
| 13     | Soňa Bernardová Alžběta Dufková             | Tsjechië            | 83.100    | 13        |        |        |
| 14     | Isabel Delgado Nuria Diosdado               | Mexico              | 83.040    | 14        |        |        |
| 15     | Lorena Molinos Giovana Stephan              | Brazilië            | 81.830    | 15        |        |        |
| 16     | Aleksandra Nemitsj jekaterina Nemitsj       | Kazachstan          | 80.110    | 16        |        |        |
| 17     | Etel Sanchéz Sofia Sanchéz                  | Argentinië          | 79.990    | 17        |        |        |
| 18     | Inken Jeske Edith Zeppenfeld                | Duitsland           | 77.770    | 18        |        |        |
| 19     | Estefania Alvarez Monica Arango             | Colombia            | 77.430    | 19        |        |        |
| 20     | Irina Limanoeskaja Ija Zjysjkevitsj         | Wit-Rusland         | 76.940    | 20        |        |        |
| 21     | Kristína Krajčovičová Jana Labáthová        | Slowakije           | 76.350    | 21        |        |        |
| 22     | Jomana Mohamed Aya Nasr El Din              | Egypte              | 74.990    | 22        |        |        |
| 23     | Jung Young-hee Kong Do-yeon                 | Zuid-Korea          | 72.580    | 23        |        |        |
| 24     | Anouk Eman Kyra Hoevertsz                   | Aruba               | 72.260    | 24        |        |        |
| 25     | Rebecca Domika Tina Panić                   | Kroatië             | 71.860    | 25        |        |        |
| 26     | Albany Avila Karla Loaiza                   | Venezuela           | 71.470    | 26        |        |        |
| 27     | Maria Kirkova Kalina Jordanova              | Bulgarije           | 71.430    | 27        |        |        |
| 28     | Joelia Kim Anastasia Roezmetova             | Oezbekistan         | 71.250    | 28        |        |        |
| 29     | Caitlin Anderson Kirstin Anderson           | Nieuw-Zeeland       | 70.460    | 29        |        |        |
| 30     | Olia Burtaev Bianca Hammett                 | Australië           | 70.180    | 30        |        |        |
| 31     | Mei Qi Stephanie Chen Yu Hui Crystal Yap    | Singapore           | 69.330    | 31        |        |        |
| 32     | Tanja Bogdanović Ana Cekić                  | Servië              | 68.550    | 32        |        |        |
| 33     | Bianca Benavides Violete Mitinian           | Costa Rica          | 67.230    | 33        |        |        |
| 34     | Au Ieong Sin Ieng Lo Wai Lam                | Macau               | 65.410    | 34        |        |        |
| 35     | Jennifer Quintana Odailys Suarez            | Cuba                | 64.430    | 35        |        |        |
| 36     | Emma Manners-Wood Laura Strugnell           | Zuid-Afrika         | 62.550    | 36        |        |        |
| 37     | Aphichaya Saengrusamee Arpapat Saengrusamee | Thailand            | 56.090    | 37        |        |        |